# Охотін Лев Павлович
Лев Павлович Охотін (рос. Лев Павлович Охотин, 9 січня 1911, Чита , Забайкальська губернія, Російська імперія — 1948, Хабаровський край, РСФСР, СРСР) — російський член Верховної Ради Всеросійської фашистської партії, створеної емігрантами в Маньчжурії.

## Життєпис
Народився в Читі в родині військового. У 1916 році батько Л. П. Охотина — поручик Охотин П. помер. Мати К. П. Охотина — Надія Михайлівна в 1919 році виходить заміж за начальника ділянки читинської поліції Мельникова Олександра Петровича. У серпні 1920 року родина емігрує з РРФСР в Маньчжурію.
У Харбіні в 1932 році Л. П. Охотин вперше побачив К. В. Родзаєвского під час доповіді в Російському клубі. В кінці 1933 році, будучи студентом Харбінського педагогічного інституту, вступив у Російську фашистську партію і залишався її членом до 1943 року. У 1934 році відбулося особисте знайомство Охотіна з Родзаєвским.
З 1935 року був діловодом, а потім начальником канцелярії ПФД. У кінці 1936 року призначений начальником організаційного відділу ПФД. Дружина Охотина — Ніна Григорівна очолювала Російський жіночий фашистський рух.
Охотин з 1937 по 1943 рік входив до складу Верховної Ради ПФД.
Заарештований СМЕРШем 7 вересня 1945 року.

## Суд
Майже рік органи СМЕРШ і МДБ вели слідство. В одну справу було об'єднано такі особи: Р. М. Семенов, К. В. Родзаєвський, генерал Л. Ф. Власьевский, генерал А. П. Бакшеєв, В. А. Михайлов, Л. П. Охотін, князь Н. А. Ухтомський і Б. Н. Шепунов. Суд, що почався 26 серпня 1946 року, широко висвітлювався в радянській пресі. Відкрив його голова Військової колегії Верховного Суду СРСР В. В. Ульріх. Підсудним було пред'явлено звинувачення в антирадянській агітації і пропаганді, шпигунстві проти СРСР, диверсіях, тероризмі. Всі підсудні визнали свою провину. 30 серпня 1946 року Військова колегія визнала підсудних винними: за вироком Охотін Л. П. був визнаний винним і йому, а також князю Ухтомскому, «враховуючи їх порівняно меншу роль в антирадянській діяльності», було призначено покарання у вигляді 15 і 20 років каторжних робіт відповідно.
За даними, отриманими від колишніх ув'язнених, Лев Павлович Охотін помер на лісоповалі в Хабаровському краї в 1948 році, відбувши там 2 роки з 15.

## Перегляд справи
26 березня 1998 р. Військова колегія Верховного Суду РФ переглядала кримінальну справу стосовно всіх підсудних (за винятком Семенова), в тому числі і Охотина. За статтею 58-10 ч. 2 (антирадянська агітація і пропаганда) КК РРФСР справу стосовно всіх підсудних було припинено за відсутністю складу злочину, в іншій частині вирок залишено в силі, а підсудні визнані такими, що не підлягаються реабілітації.

## Охотин у мистецтві
Чернов Т. Н. У ті дні на Сході. / / Журнал «Байкал», № 3-6, 1981 г.